# Saint-Guen
Saint-Guen korábbi község Franciaországban, Côtes-d’Armor megyében. Lakosainak száma 413 fő (2018. január 1.). Saint-Guen Mûr-de-Bretagne, Le Quillio, Saint-Caradec, Saint-Connec és Saint-Gilles-Vieux-Marché községekkel határos.
2017. január 1-jén Saint-Guen korábbi községgel egyesült és az így létrejött Guerlédan új község része lett.

## Népesség
A település népessége az elmúlt években az alábbi módon változott:
| Lakosok száma | 817  | 801  | 722  | 503  | 435  | 462  | 458  | 454  | 441  | 413  |
|               | 1936 | 1954 | 1962 | 1975 | 1982 | 1999 | 2006 | 2013 | 2015 | 2018 |